# Toroszyno (stacja kolejowa)
Toroszyno (ros. Торошино) – stacja kolejowa w miejscowości Toroszyno, w rejonie pskowskim, w obwodzie pskowskim, w Rosji. Położona jest na linii dawnej Kolei Warszawsko-Petersburskiej.

## Historia
Stacja powstała w 1862 na Kolei Warszawsko-Petersburskiej pomiędzy stacjami Psków i Nowosiele.
23 listopada 1917 komisarz ludowy ds. narodowości Józef Stalin zaproponował stację Toroszyno na miejsce ujawnienia się przekształconego z Iskołatu rewolucyjnego rządu tymczasowego Łotwy, z powodu łatwości przerzucenia organu na Łotwę za pomocą kolei.
25 lutego 1918 na stacji Toroszyno wstrzymano ofensywę wojsk niemieckich na Piotrogród, kończąc postępy niemieckie na tym odcinku frontu wschodniego. W kolejnych miesiącach komisarz sowiecki wydawał tu przepustki uprawniające na przekroczenie linii frontu.